# Іван Єронім Ходкевич
Іван (Ян) Єронім Ходкевич гербу власного (?- 12 вересня 1621) — шляхтич часів Речі Посполитої з українського магнатського роду Ходкевичів, Подстолій Литовський 1621 року.

## Життєпис
Батько Ієронім Ходкевич, мати - його друга дружина Ганна Тарло.
Був Великим Литовським великим стольником в Речі Посполитій. Був депутатом, який представляв Новогрудське воєводство на Сейму 1616 року. 
Одружений з Христиною Сапігою, донькою князя Павла Стефана Сапіги. У них було двоє синів Кароль та Іван, які народилися до 1618 року й обидва померли в дитинстві.